# Pierre Curie
Pierre Cienter Curie (Párizs, 1859. május 15. – Párizs, 1906. április 19.) fizikai Nobel-díjas (1903) francia fizikus, kémikus.

## Élete
Családja atyai ágon Elzászból származott. Apja tudós orvos volt, bátyja, Jacques Curie pedig fizikus.
A fiatal Pierre nehezen tűrte az iskolai fegyelmet, ezért eleinte édesapja oktatta, majd magántanárt fogadott mellé. Az érettségit 16 évesen tette le, majd bátyját követve fizikusnak tanult a Sorbonne-on. Még húsz éves sem volt, amikor az egyetem fizika laboratóriumának asszisztense lett; itt érte el első tudományos felfedezéseit.
Az egyetem elvégzése után sokáig a párizsi L'École de Physique et Chimie tanára volt; kutatásaihoz az intézmény szegényes fizika laboratóriumát használta. 1895 nyarán feleségül vette Maria Skłodowska varsói diáklányt. Ettől kezdve közösen dolgoztak; Curie azt ajánlotta feleségének, hogy doktori disszertációját a frissen felfedezett Becquerel-féle sugárzásról írja.
Miután feleségével (és Becquerellel) közösen megkapta a Nobel-díjat, kinevezték a Sorbonne tanszékvezetőjévé, de a Francia Akadémia csak 1905-ben választotta tagjai közé. A Becsületrendet visszautasította. A rádium előállítását és gyógyászati alkalmazását feleségével nem voltak hajlandóak szabadalmaztatni, amivel nagy bevételtől estek el.
Utcai balesetben hunyt el; egy lovaskocsi gázolta halálra, ahogy átment a fején.

## Munkássága
1880-ban bátyjával felfedezte a piezoelektromosságot.
A L'École de Physique et Chimie-ben eleinte korábbi munkáját folytatva a kristályok fizikáját tanulmányozta, majd érdeklődése mind inkább a mágnesesség, a mágneses anyagok tulajdonságainak vizsgálata felé fordult. Megállapította, hogy a paramágneses anyagok mágneses szuszceptibilitása hogyan függ a hőmérséklettől — ez a róla elnevezett Curie-törvény. Vizsgálta a ferromágneses anyagok mágnesezését és azt, hogyan változik ezek mágneses momentuma a hőmérséklettel. Felismerte, hogy a ferromágneses rend az adott anyagra jellemző hőmérsékleten — ez a róla elnevezett Curie-pont — felbomlik, és a ferromágneses anyag paramágnesessé alakul. Az általa megfogalmazott tapasztalati törvények elméletét honfitársa, Pierre Weiss alkotta meg. A mágnesességről szerzett ismereteit — kora kísérleti fizikájának csúcsteljesítményeit — doktori értekezésében foglalta össze.
Elméleti általánosításokkal eljutott a modern fizika egyik sarkkövének számító szimmetriaelv kimondásához. Ez az elv kimondja, hogy az olyan okozatban, ami kettő vagy több ok következménye, csak az a szimmetria marad meg, amelyet mindkét ok tartalmaz. Ez azt jelenti, hogy a szimmetriák lecsökkenthetők.
Külföldön ünnepelt eredményeit a francia tudományos közélet érdektelen közönnyel fogadta. Mivel Curie nem volt hajlandó megalázkodni, illetve elvtelen alkukba bonyolódni, rendkívüli anyagi nehézségek és méltatlanul mostoha körülmények között kellett dolgoznia feleségével.
1897-ben egy, a Sorbonne udvarán álló, világítatlan és fűtetlen deszkabódéban (aminek egyetlen felszerelése egy egykori boncasztal volt) kezdték tanulmányozni az urán radioaktivitását. Ennek eredményeként 1898-ban felfedezték a polóniumot, majd a rádiumot is.
Pierre Curie főként a korpuszkuláris sugárzások hatásait tanulmányozta, beleértve a fény- és vegyi hatásokat is. Vizsgálta, hogyan hatnak a mágneses terek a rádium által kibocsátott sugárzásra, majd bebizonyította, hogy ebben a sugárzásban vannak pozitív és negatív töltésű részecskék is; ezeket később Ernest Rutherford alfa-, illetve béta-sugaraknak nevezte el. A kémiai hatásokat kalorimetriás módszerekkel mutatta ki.
1903-ban (Ernest Rutherforddal párhuzamosan) asszisztensével, Albert Laborde-dal megmérte, mennyi hőt termel a környezetétől teljesen elszigetelt rádium. Kiderült, hogy 1 g tiszta rádiummal 1,3 g víz hőmérséklete 0-ról 100 °C-ra növelhető. Ez az eredmény nagy nyugtalanságot keltett, mivel úgy tűnt, hogy sérti az energiamegmaradás elvét. Különböző fantasztikus elképzelések után a radioaktivitás energiájának forrását Albert Einstein tisztázta.
A rádium élettani hatásainak megfigyelésével megteremtette a rádiumkezelés alapjait. Felismerte a radioaktív sugárzás közvetlen károsító hatását is, hosszú távú élettani veszélyeivel azonban nem volt tisztában. Ernest Rutherford, aki feleségével 1903 nyarán látogatta meg Curie-éket, ezt szemléletesen érzékelteti: „…tizenegy óra tájt kivonultunk a kertbe, ahol Curie professzor elővett egy részben cink-szulfiddal bevont csövet, amelyben jókora adag oldott rádium volt. Káprázatos fényt árasztott a sötétben:egy nagyszerű nap feledhetetlen lezárása volt.” Eközben jól látta, hogy Curie keze „…a rádiumsugaraktól egészen gyulladt; igen fájdalmas állapotban van”.

## Művei
Összegyűjtött műveit 1908-ban adták ki.

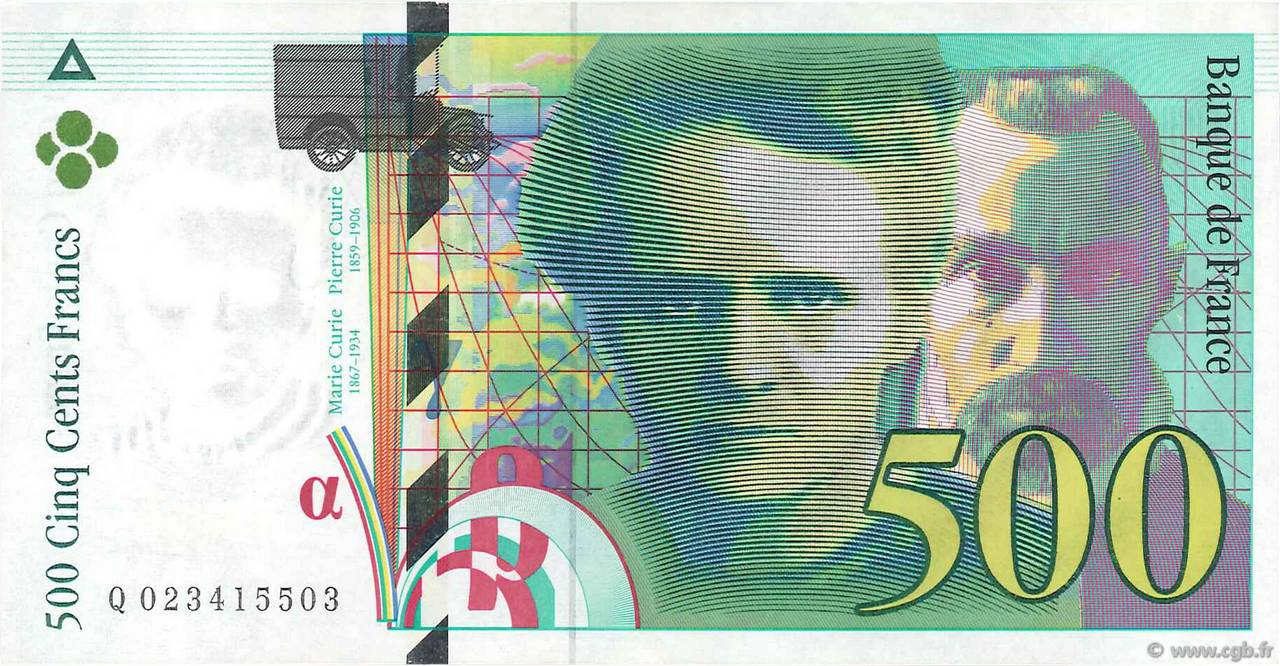
Francia 500 frankos bankjegy Marie és Pierre Curie portréjával, a típust 1995 és 2001 között bocsátották ki.